# Dansk Familie Blad
Dansk Familie Blad var et dansk ugeblad udgivet fra 1910 til 1980. 
Der var tale om et bredt funderet ugeblad med stof for hele familien. Fra 1946 udkom Dansk Familie Blads Billedhæfte nummer 1, med tegneserier som blandt andre Anders And. I begyndelsen af 1970'erne blev den redaktionelle linje lagt om i stil med samtidige ugeblade som Billed-Bladet, samt Se og Hør. I 1980 blev bladet lagt sammen med ugebladet Hjemmet under den fælles titel Stor Hjemmet.